# Ochraethes tomentosus
Ochraethes tomentosus är en skalbaggsart som först beskrevs av Louis Alexandre Auguste Chevrolat 1860.  Ochraethes tomentosus ingår i släktet Ochraethes och familjen långhorningar. Inga underarter finns listade i Catalogue of Life.